# Михайлюк Михайло Леонідович
Миха́йло Леоні́дович Михайлю́к (16 лютого 1980 — 29 січня 2015) — старший солдат Збройних Сил України, учасник російсько-української війни.

## Бойовий шлях
Механік-водій, 92-га окрема механізована бригада.
29 січня 2015-го загинув під час артилерійського обстрілу терористами пересувного пункту управління поблизу міста Щастя. Михайло на тягачі МАЗ-537 привіз з ремонту танк Т-64БВ, раптово почався мінометний обстріл. Михайлюк вийшов із кабіни, в цей час поруч розірвалася міна, зазнав поранень, несумісних з життям.
Без Михайла лишились батьки, двоє молодших братів.
Похований в селі Яковлівка, що на Харківщині.

## Нагороди та вшанування
- Указом Президента України № 282/2015 від 23 травня 2015 року, «за особисту мужність і високий професіоналізм, виявлені у захисті державного суверенітету та територіальної цілісності України, вірність військовій присязі», нагороджений орденом «За мужність» III ступеня (посмертно)[1].
- Вшановується в меморіальному комплексі «Зала пам'яті», в щоденному ранковому церемоніалі 29 січня[2][3].